# 向栩
向栩（2世纪—184年），字甫兴，河内朝歌（今河南省淇县）人，東漢官員。

## 生平
向长的后裔。年轻时为书生，性情卓诡，不合伦常。常读《老子》，好像学道。很像狂生，喜欢披散头发，带着红头巾。常坐在灶北坐板床上，时间久了，板上有了膝踝足指之处。不喜欢说话喜欢长啸。宾客来临，他总是伏卧，看也不看。他的弟子被他命名为“颜渊”、“子贡”、“季路”、“冉有”之类。有时骑驴入市，向人乞讨。有时他让乞兒全都邀请来住宿，为他们准备酒食。时人不能推测他的为人。郡里礼请征辟，举孝廉、贤良方正、有道，公府征召，他都不应征。又和彭城姜肱、京兆韦著一起被征，向栩也不应征。
后受特征，他应征，拜为赵相。到任，时人以为他一定朴素节俭，向栩改乘华车，驾御良马，世人怀疑他开始虚伪。到任后，不看文书，官舍中生出蒿莱。
征拜为侍中，每次朝廷大事，侃然正色，百官都怕他。汉灵帝中平元年（184年）二月，黄巾起义爆发。向栩上书讥刺执政的宦官，说不用国家兴兵镇压，只要派遣将领在黄河边上向北读《孝经》，盗贼自会消灭。宦官中常侍張讓诬告向栩与起义军首领张角同心，欲为内应，因此想要阻止国家命将出师。朝廷将向栩逮捕入黄门北寺狱，将他杀害。

## 延伸阅读
[在维基数据编辑]
 《後漢書/卷81》，出自范晔《後漢書》